# Rautojaure (Jukkasjärvi socken, Lappland, 756219-168598)
Rautojaure är en sjö i Kiruna kommun i Lappland och ingår i Torneälvens huvudavrinningsområde. Sjön har en area på 0,276 kvadratkilometer och ligger 429,4 meter över havet. Rautojaure ligger i Alajaure Natura 2000-område.

## Delavrinningsområde
Rautojaure ingår i det delavrinningsområde (756232-168650) som SMHI kallar för Utloppet av Pitkäjärvi. Medelhöjden är 415 meter över havet och ytan är 23,66 kvadratkilometer. Det finns inga avrinningsområden uppströms utan avrinningsområdet är högsta punkten. Vattendraget som avvattnar avrinningsområdet har biflödesordning 2, vilket innebär att vattnet flödar genom totalt 2 vattendrag innan det når havet efter 398 kilometer. Avrinningsområdet består mestadels av skog (91 procent). Avrinningsområdet har 1,82 kvadratkilometer vattenytor vilket ger det en sjöprocent på 7,7 procent.